# Draba vesicaria
Draba vesicaria är en korsblommig växtart som beskrevs av Nicaise Auguste Desvaux. Draba vesicaria ingår i släktet drabor, och familjen korsblommiga växter. Inga underarter finns listade i Catalogue of Life.